# Parti socialiste écossais
Pour les articles homonymes, voir SSP.
Le Parti socialiste écossais (anglais : Scottish Socialist Party, SSP) est un parti écossais républicain appartenant à la gauche voire à la gauche radicale, qui lutte pour l'indépendance socialiste de l'Écosse. Il avait six députés au parlement écossais avant la crise et la scission de 2006.

## Un parti nouveau regroupant la gauche radicale
Parti récent (fondé en 1998), il a connu une croissance rapide et a des sections dans toutes les régions d'Écosse. Il a bénéficié récemment de la désaffiliation de certains syndicats du New Labour Party de Tony Blair, comme le syndicat des pompiers.
Le précurseur du SSP était le Scottish Socialist Alliance (SSA) ce qui était une coalition d'organisations socialistes en Écosse existant de 1996 à 1998,.
Le SSP était souvent considéré par des militants d'autres pays comme un modèle de regroupement de la gauche radicale. Il s'est constitué comme une organisation 'multi-tendance' à l'intérieur de laquelle coexistent plusieurs courants ou 'plates-formes', qui bénéficient de droits considérables - même si sa direction 'historique' est principalement issue d'un seul courant trotskiste. Ce 'modèle' se distingue de celui, traditionnel, de la majorité des groupes d'extrême gauche qui ont conservé une organisation plus ou moins inspirée du 'centralisme démocratique', mais aussi de celui de coalitions d'organisations indépendantes.

## Un parti républicain et socialiste
Son programme politique est républicain, favorable à l'indépendance de l'Écosse et hostile à la mondialisation libérale. Il a participé aux campagnes contre la guerre en Irak et contre la présence de bases nucléaires sur le sol écossais. Au parlement écossais, le premier et unique député du SSP, en 1999, fut l'élu des quartiers populaires de Glasgow, Tommy Sheridan, qui s'était fait remarquer dans la lutte contre la Poll tax, impôt local décidé par Margaret Thatcher.
Le SSP et ses députés ont mené campagne :
- pour des repas gratuits dans les cantines scolaires
- pour d'autres formes d'imposition moins favorables aux classes aisées
- contre la privatisation des services publics
- pour la légalisation du cannabis
- contre le racisme et pour la défense du droit à l’asile politique
- pour le soutien au peuple palestinien

## Des élus au Parlement écossais

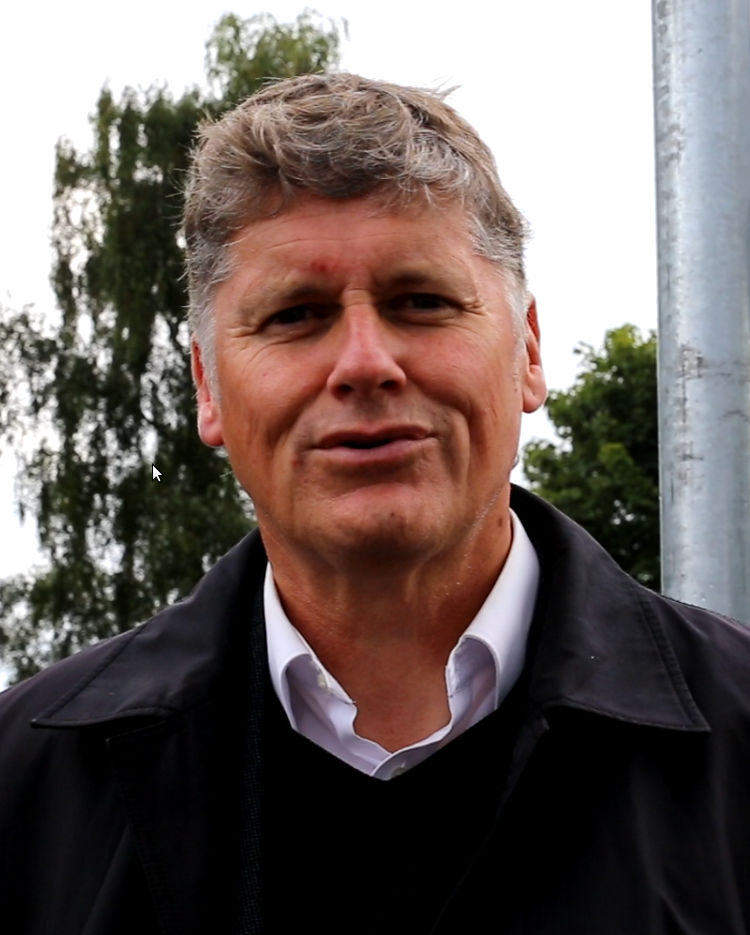
Colin Fox, élu d'Edimbourg et Co-porte-parole national du SSP, en 2015.

En mai 2003, avec 128 026 voix (7,68 %), le SSP parvient à faire élire six députés au Parlement écossais : Tommy Sheridan et Rosie Kane élus de Glasgow, Colin Fox élu d'Édimbourg, Rosemary Byrne élue de l'Écosse du Sud, Frances Curran élue de l'Écosse de l'Ouest et Carolyn Leckie élue de l'Écosse centrale.
Quatre de ces députés sont temporairement exclus du parlement durant le mois de septembre 2005 pour avoir, un peu plus tôt, protesté énergiquement dans l'enceinte même du Parlement contre la tenue du sommet du G8, à Gleneagles.

## Crise et scission
Cependant, des problèmes internes, relayés par les tabloïds britanniques, ont conduit Tommy Sheridan à abandonner son poste de porte-parole du SSP, à la fin de 2004. Colin Fox lui a succédé. En août 2006, Tommy Sheridan a gagné son procès en diffamation contre le tabloïd News of the World qui l'accusait de mœurs légéres, mais ce procès a révélé l'existence d'une crise interne grave du SSP. Une partie des dirigeants du SSP accepta de témoigner devant la justice des débats internes de l'organisation.
En août 2006, Sheridan affirme qu'il va fonder un nouveau parti socialiste appelé Solidarity (Solidarité (Mouvement socialiste d'Écosse)). Le scisson s'est formalisé au début de septembre 2006, une partie des membres du SSP ainsi que deux courants organisés (la plate-forme Socialist Worker et la section écossaise du Comité pour une Internationale ouvrière) ont choisi de quitter ce parti pour fonder Solidarity. Ce parti avait deux députés au parlement écossais : Tommy Sheridan et Rosemary Byrne, les quatre autres parlementaires étant restés au SSP. Plusieurs syndicats qui avaient adhéré au SSP se sont désaffiliés du S.S.P. Solidarité a tenu son premier congrès en novembre 2006.
Avec seulement 12 731 voix (0,6 %), SSP a perdu tous ses députés lors des élections du 3 mai 2007. Pire pour lui, il a été largement devancé par son jeune concurrent, le parti de Tommy Sheridan, Solidarité.

## Actions récentes
Le SSP s'est mobilisé contre les "cuts" dans les budgets publics annoncés par le gouvernement britannique de David Cameron.

## Résultats électoraux

### Élections générales britanniques
Résultats présentés à l'échelle de l'Écosse.
| Année | %    | Sièges |
| ----- | ---- | ------ |
| 2001  | 3,1  | 0 / 72 |
| 2005  | 1,9  | 0 / 59 |
| 2010  | 0,1  | 0 / 59 |
| 2015  | 0,03 | 0 / 59 |

### Élections parlementaires écossaises
| Année | Circonscriptions | Circonscriptions | Circonscriptions | Régions | Régions | Régions | Rang | Total des sièges | Gouvernement        |
| Année | Voix             | %                | Sièges           | Voix    | %       | Sièges  | Rang | Total des sièges | Gouvernement        |
| ----- | ---------------- | ---------------- | ---------------- | ------- | ------- | ------- | ---- | ---------------- | ------------------- |
| 1999  | 23 564           | 1,0              | 0 / 73           | 43 635  | 2,0     | 1 / 69  | 7e   | 1 / 129          | Opposition          |
| 2003  | 117 709          | 6,2              | 0 / 73           | 128 026 | 6,7     | 6 / 69  | 6e   | 6 / 129          | Opposition          |
| 2007  | 525              | 0,0              | 0 / 73           | 12 731  | 0,6     | 0 / 69  | 13e  | 0 / 129          | Extra-parlementaire |
| 2011  | -                | -                | 0 / 73           | 8 272   | 0,4     | 0 / 69  | 12e  | 0 / 129          | Extra-parlementaire |
| 2016  | -                | -                | 0 / 73           | 10 911  | 0,5     | 0 / 69  | 9e   | / 129            | Extra-parlementaire |

### Élections européennes
Résultats présentés à l'échelle de l'Écosse
| Année | %                         | Sièges                    |
| ----- | ------------------------- | ------------------------- |
| 1999  | 4,0 %                     | 0 / 8                     |
| 2004  | 5,2 %                     | 0 / 7                     |
| 2009  | 0,9 %                     | 0 / 6                     |
| 2014  | Le parti ne participe pas | Le parti ne participe pas |